# Pawło Klimkin
Pawło Anatolijowycz Klimkin, ukr. Павло Анатолійович Клімкін (ur. 25 grudnia 1967 w Kursku) – ukraiński dyplomata, wiceminister spraw zagranicznych (2010–2012), ambasador Ukrainy w Niemczech (2012–2014), minister spraw zagranicznych (2014–2019).

## Życiorys
W 1991 ukończył studia na wydziale aerofizyki i badań kosmicznych Moskiewskiego Instytutu Fizyczno-Technicznego (ros. Московский физико-технический институт), specjalizując się w fizyce i matematyce stosowanej. W latach 1991–1993 był pracownikiem naukowym Narodowej Akademii Nauk Ukrainy w Instytucie Spawania Elektrycznego im. Borysa Patona. W latach 1993–1997 zatrudniony w departamencie kontroli zbrojeń i rozbrojenia Ministerstwa Spraw Zagranicznych Ukrainy. Od 1997 do 2000 był trzecim i następnie drugim sekretarzem ambasady Ukrainy w Niemczech. Następnie do 2004 pracował w MSZ w Kijowie jako radca departamentu współpracy gospodarczej (odpowiadając za bezpieczeństwo jądrowe i energetyczne) oraz naczelnik wydziału współpracy gospodarczej i sektorowej z Unią Europejską w departamencie integracji europejskiej. W latach 2004–2008 był radcą ambasady Ukrainy w Wielkiej Brytanii. Od marca 2008 do kwietnia 2010 pełnił funkcję dyrektora departamentu UE w MSZ. Od kwietnia 2010 do czerwca 2012 zajmował stanowisko wiceministra spraw zagranicznych (od kwietnia 2011 jako kierownik aparatu ministerstwa). Od 26 czerwca 2012 do 19 czerwca 2014 był ambasadorem w Niemczech.
19 czerwca 2014 na wniosek prezydenta Ukrainy Petra Poroszenki powołany przez Radę Najwyższą Ukrainy na stanowisko ministra spraw zagranicznych Ukrainy w pierwszym rządzie Arsenija Jaceniuka. 2 grudnia 2014 ponownie powierzono mu to stanowisko w drugim gabinecie tegoż premiera. Utrzymał tę funkcję również w powołanym 14 kwietnia 2016 rządzie Wołodymyra Hrojsmana. Zakończył urzędowanie 29 sierpnia 2019.